# Polonia all'Eurovision Young Dancers
La Polonia ha debuttato all'Eurovision Young Dancers nel 1993 e ha partecipato 11 volte, collezionando 3 vittorie nel 2001, nel 2015, e nel 2017 e un secondo posto nel 2005. ha organizzato il contest 3 volte: nel 1997, nel 2005, e nel 2013.

## Partecipazioni
| Anno | Partecipanti                                  | Finale          | Semifinale |
| ---- | --------------------------------------------- | --------------- | ---------- |
| 1993 | Anna Sasiadek & Jacek Bres                    | -               | -          |
| 1995 | Filip Barankiewicz                            | -               | -          |
| 1997 | Magdalena Dzięgielewska & Bartosz Anczykowski | -               | -          |
| 1999 | Marta Wojtaszewska & Marcin Krajewski         | -               | -          |
| 2001 | David & Marcin Kupinski                       | 1°              | -          |
| 2003 | Jakub Greda                                   | Non qualificata | -          |
| 2005 | Elena Karpuhina & Michał Wylot                | 2°              | -          |
| 2011 | Adam Myslinski                                | Non qualificata | -          |
| 2013 | Kristof Szabo                                 | Non qualificata | -          |
| 2015 | Viktoria Nowak                                | 1°              | -          |
| 2017 | Paulina Bidzińska                             | 1°              | -          |

## Organizzazione
| Year | Location | Venues                       | Presenter(s)                                                 |
| ---- | -------- | ---------------------------- | ------------------------------------------------------------ |
| 1997 | Gdynia   | Theatr Muzyczny              | Grazyna Torbicka, Boguslaw Kaczynski and Henk van der Meulen |
| 2005 | Varsavia | Teatro Nazionale di Varsavia | Agata Konarska                                               |
| 2013 | Danzica  | Baltic Opera House           | Tomasz Kammel, Michael Nunn and William Trevitt              |